# Coleophora leucocephala
Coleophora leucocephala is een vlinder uit de familie van de kokermotten (Coleophoridae). De wetenschappelijke naam van de soort is voor het eerst geldig gepubliceerd in 1998 door Giorgio Baldizzone.
De soort komt voor in Australië